# Yellow Oval Room

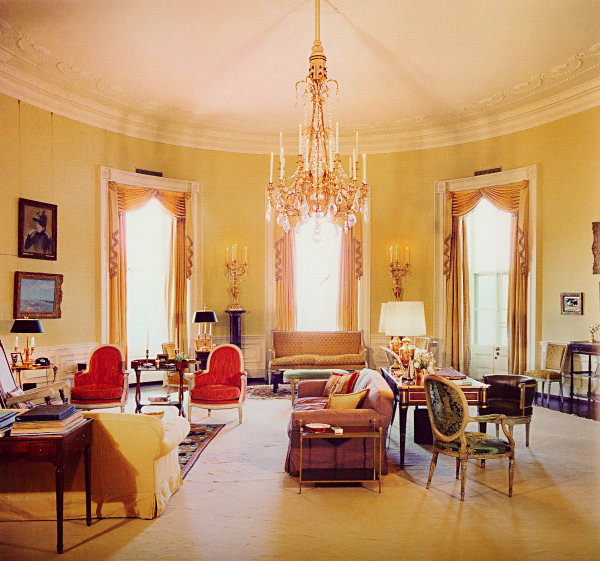
La Yellow Oval Room nel 1961, decorata da Sister Parish e Stéphane Boudin, sotto l'amministrazione Kennedy

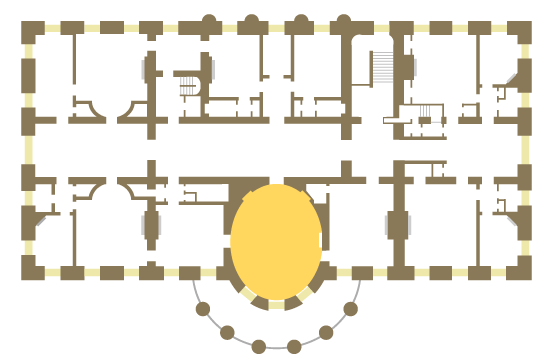
Mappa del secondo piano dell'Executive Residence con evidenziata la posizione della Yellow Oval Room

La Yellow Oval Room (traducibile in italiano come Stanza ovale gialla) è una delle sale situate al secondo piano dell'Executive Residence, l'edificio centrale della Casa Bianca, la residenza ufficiale del Presidente degli Stati Uniti. La sala viene utilizzata come ufficio, biblioteca e come luogo di ritrovo della famiglia presidenziale. È tradizionalmente decorata nei toni del giallo ed insieme con la Diplomatic Reception Room (nel seminterrato), lo Studio Ovale (nel pianoterra) e la Blue Room è una delle quattro stanze ovali della Casa Bianca.
La sala, dalle dimensioni di 9,1 metri per 12, è accessibile dalla sala centrale sul lato nord della stanza. Le tre grandi finestre situate sul lato sud, caratteristica di tutte le sale ovali della Casa Bianca ad eccezione della Diplomatic Reception Room, conducono a un grande balcone edificato nel 1948 su volontà del Presidente Harry S. Truman. Doppie porte sul lato ovest della stanza, con bandiere degli Stati Uniti e della presidenza su entrambi i lati, conducono alle camere da letto del Presidente e della First Lady, al salotto privato e allo spogliatoio.

## Storia

### XIX secolo

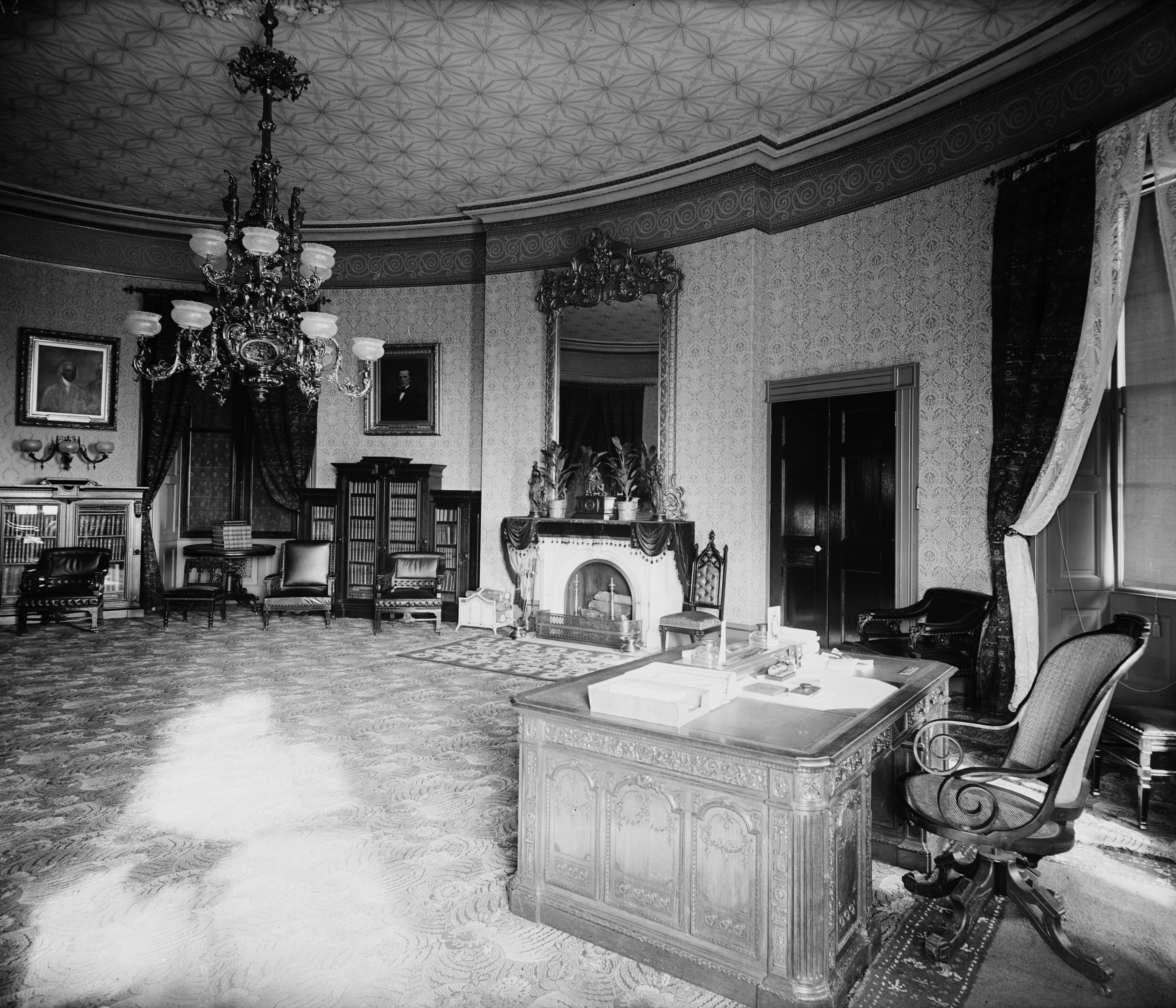
La Yellow Oval Room nel 1886

Il primo uso della sala, avvenuto prima ancora dell'effettivo completamento (la sala era ancora nota come "Studio Ovale del secondo piano"), fu il 1º gennaio 1801, quando il Presidente John Adams ricevette alcuni funzionari e diplomatici. 
Nel 1809, la First Lady Dolley Madison (moglie del Presidente James Madison) fece dipingere per la prima volta la sala di color giallo Damasco, conferendole l'attuale nome.
Nel 1851, la First Lady Abigail Fillmore (moglie del Presidente Millard Fillmore) munì la sala di una grande libreria e nel 1889 la famiglia di Benjamin Harrison la decorò con il primo albero di Natale della Casa Bianca.

### XX secolo
Franklin Delano Roosevelt fece della Yellow Oval Room il suo studio privato e proprio in questa stanza, il 7 dicembre 1941, venne a sapere dell'attacco giapponese a Pearl Harbor; a causa di ciò, i servizi segreti spostarono la sua scrivania lontano dalle finestre per precauzione. 
Harry S. Truman continuò a utilizzare la stanza come studio e aprì l'accesso a un nuovo balcone che fece costruire nel 1948, chiamato in seguito in suo onore "Truman Balcony". Sempre da Truman la stanza fu fatta ristrutturare tra il 1948 e il 1952 e fatta decorare da B. Altman and Company (con sede a New York) con mobili in stile Impero. I presidenti successivi riservarono la stanza come salotto per ricevimenti formali e utilizzarono invece la Sala dei Trattati, situata ad est, come studio privato.

### XXI secolo
La sala viene oggi utilizzata come ufficio, biblioteca e come luogo di ritrovo della famiglia presidenziale.